# Bruno de Carvalho
 (février 2020).
Bruno Miguel Azevedo Gaspar de Carvalho appelé plus communément Bruno de Carvalho, né le 8 février 1972 à Lourenço Marques, au Mozambique est un homme d'affaires,[citation nécessaire] commentateur sportif et DJ, portugais. 
Il était le 42e président du Sporting Clube de Portugal du 23 mars 2013 au 24 juin 2018. Il a traversé une crise immense en 2018, où la plupart de ses meilleurs joueurs sont partis.

## Biographie
Petit-fils d'Eduardo de Azevedo, auteur de l'ouvrage "A História e Vida do Sporting Clube de Portugal" (L'histoire et la vie du Sporting Clube de Portugal), le jeune Bruno devient sócio du Sporting en 1986, et fréquente les groupes ultras de la Juventude Leonina et de la Torcida Verde entre 1985 et 1990. Le plus surprenant est que dès tout petit, il manifeste auprès de sa famille sa volonté d'être président du Sporting alors que la majorité des enfants de son âge rêvent plutôt d'être footballeurs professionnels.
Diplômé en gestion par l'institut supérieur de gestion, Bruno de Carvalho devient d'abord entrepreneur dans le secteur de la construction, et a également une maîtrise en gestion du sport et des organisations sportives, de la faculté des sciences humaines et institut supérieur d'économie et gestion.
Il est le fondateur et responsable du site "Centenário Sporting".
En 2009, il fut l'un des responsables de la réactivation de la section de rink-hockey du Sporting, de laquelle il fut vice-président durant deux ans.

### L'accession à la présidence du Sporting

#### Élections perdues en 2011
En février 2011, il présente sa candidature pour la présidence du Sporting avec pour slogan "Por um Sporting sem complexos” (Pour un Sporting sans complexes), apparaissant comme le candidat de la rupture avec la période de l'histoire du club connue sous le nom de "Projecto Roquete" (Projet Roquete) du nom d'un ancien président du club. Assez inconnu de la plupart des supporters au départ, sa brillante campagne lui permet de devenir favori à l'approche du scrutin et est même annoncé vainqueur par les premières estimations. Néanmoins, les résultats définitifs donnent son rival d'alors, Godinho Lopes, vainqueur avec seulement 360 votes de différence. Le système de votes du Sporting CP attribuant plusieurs votes aux sócios les plus anciens, il est même probable que la différence de votants soit beaucoup plus infime, Bruno de Carvalho étant très populaire chez les plus jeunes.

#### Élections gagnées en 2013
Deux ans plus tard, le Sporting se retrouve dans une grave crise sportive au milieu d'une saison 2012-2013 catastrophique, provoquant la chute du président Godinho Lopes, renversé par un mouvement de deux adhérents qui provoquent des élections anticipées. Bruno de Carvalho se représente alors avec comme slogan "Sporting no coração, confiança no futuro” (Le Sporting dans le cœur, confiance dans le futur). De nouveau favori face à ses concurrents José Couceiro et Carlos Severino, et avec l'appui d'investisseurs russes qui s'engagent à investir 50 millions d'euros dans le club, il remporte les élections avec 53,6% des votes, devenant ainsi le 42e président de l'histoire du Sporting Clube de Portugal. Le 26 mars 2013, le Sporting dévoile les résultats détaillés des élections permettant de savoir que Bruno de Carvalho a été élu avec exactement 53,69% (soit 47058 votes correspondant à 9423 sócios) devançant José Couceiro (45,29%) et Carlos Severino (1,02%).

### Son mandat en tant que président du Sporting
Le 1er avril 2013, le Sporting s'impose 3-2 sur la pelouse du SC Braga pour son premier match en tant que nouveau président. Durant ce match, il marque les esprits en s'asseyant sur le banc des remplaçants, ce qu'il continuera de faire les matchs suivants.
En 2013, son salaire est porté à 5 000 euros par mois.
En 2015 son salaire est porté à 10 000 euros.